# Унматтаванті
Унматтаванті (*гінді उन्मत्तवंती; д/н — 939) — магараджа Кашмірської держави в 937—939 роках.

## Життєпис
Походив з династії Утпала, молодшої гілки. Син магараджи Партхи. 937 року внаслідок заколоту було повалено стрийка — магараджу Чакравармана, після чого за підтримки міністра Сарвати став новим магарджею.
Ймовірно почував себе непевно, тому влаштовував репресії проти своїх родичів: заморив голодом зведених братів, стратив батька та мачух. Невдовзі значний вплив набув міністр Парвагупта, що боровся за вплив з першим міністром Раккою (з брагманів).
Помер 939 року від якоїсь хвороби на яку тривалий час страждав. Трон перейшов до його небожа або сина Шуравармана II, але того через декілька днів було повалено командувачем Камалвардханою. Династія Утпала припинила існування. На зборах брагманів новим магараджею було обрано Яшаскарадеву.